# Tryb współpracy

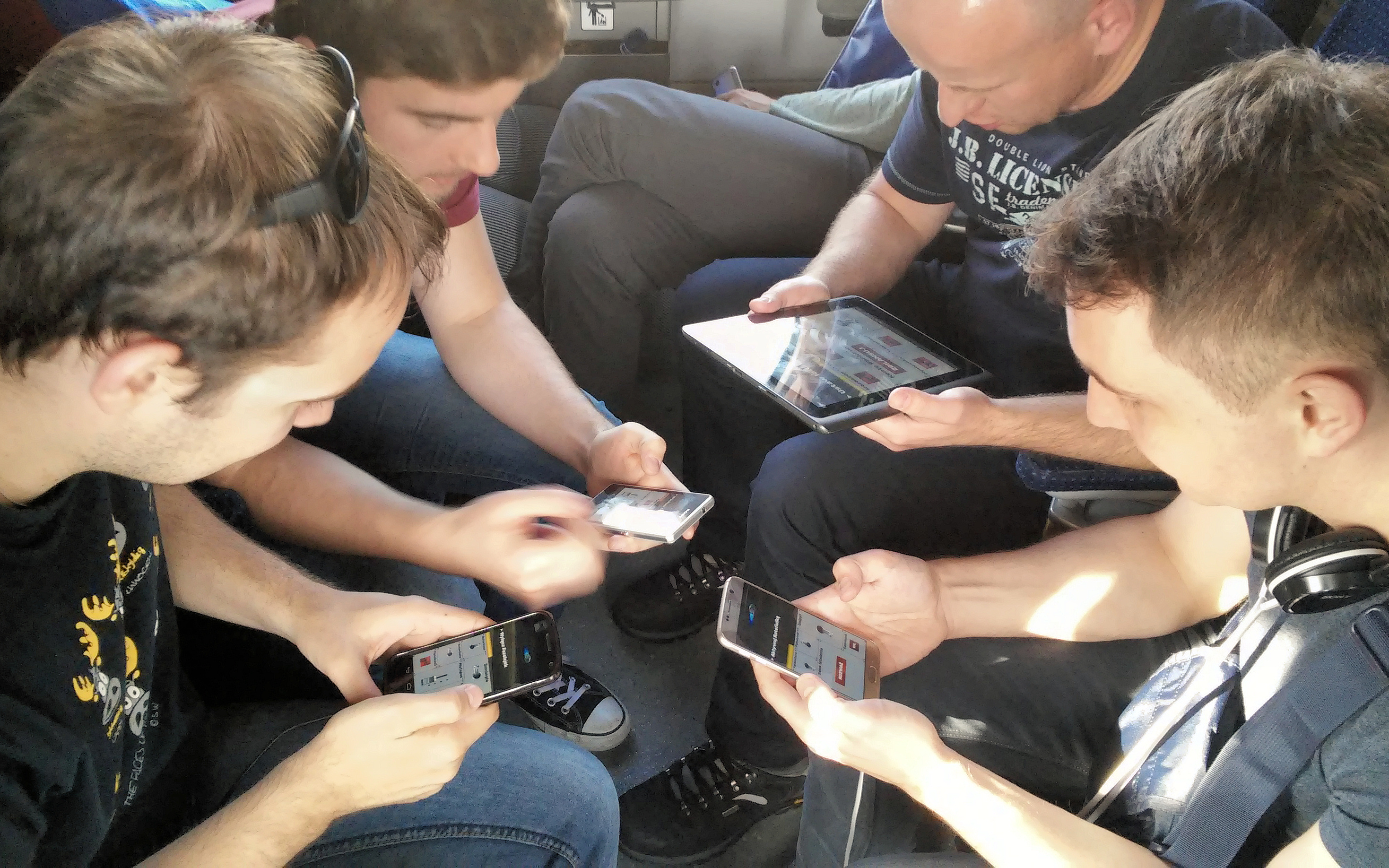
Cztery osoby grające w Spaceteam – kooperacyjną grę wieloosobową

Tryb współpracy (również tryb kooperacji, cooperative mode, co-op) – jeden z trybów rozgrywki wieloosobowej, umożliwiający dwóm lub większej liczbie graczy wspólną walkę z przeciwnikami sterowanymi przez sztuczną inteligencję. Tryb kooperacji może być dostępny w kampanii trybu gry jednoosobowej, jak i być niezależnym trybem rozgrywki. Tryb współpracy może być rozgrywany na podzielonym ekranie, tak i przez sieć lokalną i internet na wielu urządzeniach. Współpraca graczy może odblokować dostęp do specjalnych umiejętności, dostępnych tylko w trybie kooperacji. Przykładem takiej gry jest Crimson Alliance. Call of Duty: Ghosts oferuje tryb współpracy Wyginięcia przeznaczony da czterech graczy. W Call of Duty: Black Ops III tryb kooperacji umożliwia rozegranie kampanii trybu gry jednoosobowej dla czterech graczy. Dead Rising 4 oprócz możliwości przejścia kampanii w trybie współpracy oferuje również możliwość rozegrania krótkich meczów.